# Das Halsband der Taube (Heine)
Das Halsband der Taube ist ein Roman von Ernst W. Heine. Die Erstausgabe erschien 1994 im Albrecht Knaus Verlag in München.

## Handlung
Der Roman schildert die Reise des jungen Templers Orlando, der nach einem rätselhaften Attentat in den nahen Osten geschickt wird. Grund der Reise ist der Mord seines Zwillingsbruders Adrian, ebenfalls ein Mitglied des Templerordens, am Herzog von Kelheim. Adrian war auf seiner letzten Ordensmission zu den Assassinen geschickt worden und dort verschollen. Seine Rückkehr als Attentäter wirft viele ungeklärte Fragen auf, denen Orlando auf dem Reiseweg seines Zwillingsbruders nachgehen soll.
Im weiteren Verlauf schildert Heine eine exzellent recherchierte Welt der Templer und Assassinen, der Rituale und Mythen in der Zeit der Kreuzzüge. In Romanform werden viele historische Details geschildert und Einblicke in den Alltag der beteiligten Parteien gewährt.
Der Titel des Buches, Das Halsband der Taube oder Von der Liebe und den Liebenden,  geht auf eine von dem moslemischen Gelehrten Ibn Hazm im 11. Jh. in Al Andalus verfasste Abhandlung über die Liebe zurück.

## Bedeutung auf dem Buchmarkt
Der Roman erreichte 1994 die Bestsellerlisten. So war er in Heft 37 des Focus auf Platz zehn und in Heft 38 auf Platz 14 der Liste, der auch Ende September 1994 gehalten wurde.

## Ausgaben
- Ernst W. Heine: Das Halsband der Taube. Roman. Btb, München 2006, ISBN 978-3-442-73540-2.
- Ernst W. Heine: Das Halsband der Taube. Hörbuch. Patmos Verlag, Düsseldorf 2007, ISBN 978-3-491-91236-6 (4 CDs, gelesen von Christian Berkel).